# Буксјер о Боа
Буксјер о Боа (фр. Bouxières-aux-Bois) насеље је и општина у североисточној Француској у региону Лорена, у департману Вогези која припада префектури Епинал.
По подацима из 2011. године у општини је живело 127 становника, а густина насељености је износила 16,54 становника/km². Општина се простире на површини од 7,68 km². Налази се на средњој надморској висини од 372 метара (максималној 443 m, а минималној 339 m).

## Демографија
| 1962. | 1968. | 1975. | 1982. | 1990. | 1999. | 2011. |
| ----- | ----- | ----- | ----- | ----- | ----- | ----- |
| 120   | 115   | 94    | 94    | 100   | 123   | 127   |

График промене броја становника у току последњих година